# Афричка буљина
Афричка буљина (лат. Bubo lacteus) врста је сове из породице правих сова и највећа је врста која обитава на подручју афричког континента. Ова врста је четврта по тежини данас постојећих сова, одмах иза врста Bubo blakistoni, Bubo bubo и Bubo flavipes, а такође је и четврта најдуговечнија сова, после врста Strix nebulosa, Bubo blakistoni и Bubo bubo.

## Опис
Афричка буљина је веома велика и снажна сова. Њена висина креће се између 60 и 66 cm, а распон крила јој је у просеку 140 cm. Мужјаци обично теже 1.6 - 2 килограма, односно у просеку 1.7 килограма, док женке теже 2.5 - 3.15 килограма, односно у просеку 2.625 килограма. Што се осталих димензија тиче, једно крило дуго је између 42 и 49 cm, реп 22 - 27.5 cm, а стопала 8 cm.
Ова птица се одликује беличастим фацијалним диском са црним оквиром и розе очним капцима. Очи су јој наранџасте боје, а птице имају и ушно перје. Све у свему, прилично су јединствене смеђе-сиве боје са светлим шарама на горњем делу тела и белим мрљама на раменима, док им је доњи део тела блеђе боје.
Оглашавање мужјака је у стилу гвок, гвок, гвонк. Женке се слично оглашавају, само што је њихово дозивање пискавије, односно испуштају више тонове. Тонови упозорења код оба пола су углавном променљиви шкрипави крици. Како женке, тако и млади имају пискаво дозивање када у гнезду траже храну.

## Распрострањеност
Афричка буљина живи у већем делу субсахарске африке, изузев дубоко у прашумама. Такође се могу срести и на Средњем истоку. Најгушће су распрострањене на подручју источне и јужне Африке. Углавном насељавају полупустиње или суве саване са проређеним дрвећем и трновитом вегетацијом. Насељавају и шуме у пределу обала река, полуотворене шуме и ободе шума. Када је реч о надморској висини, насељавају подручја од нивоа мора па све до снежних области.

## Понашање
Она је ноћна птица и гнезди се углавном у високом, старом дрвећу и то на осенченој страни. Има веома лак сан и пробуди се веома лако дању да би се одбранила од опасности. Парови и њихово потомство често живе заједно, а током тог времена често и тимаре једно друго.

## Исхрана
Афричке буљине се сматрају за главне предаторе међу птицама, што значи да се налазе на врху ланца исхране и да здраве одрасле јединке немају природних непријатеља. Лове претежно у раним вечерњим сатима, иако су виђене како лове плен током дана.
Хране се разним пленом, углавном великим птицама и сисарима средње величине. Кад је реч о сисарима, на менију су им млади и одрасли мајмуни, етиопска генетка, дамани, приземне веверице, мунгоси, зечеви, слепи мишеви и разни мишеви и пацови. Оне су једне од ретких птица које се хране јежевима. Плен афричке буљине, када је реч о исхрани птицама, може да варира ситне птице певачице па све до чапље, дропље и патке.
Упркос томе што се ова врста налази при врху ланца исхране, године 2013. једна камера у дивљини је снимила шакала како напада и убија афричку буљину у близини појилишта.

## Размножавање
Размножава се од марта до септембра. Моногамни пар брани своју територију песмом, понекад (иако рето) чак и дуетом. Обично се паре сваке године, мада, када хране нема у изобиљу, рамножавање се врши на сваке две или чак три године. Могу да се гнезде на различитим местима, укључујући и стара гнезда птица певачица, чекићарки, секретара или неких птица грабљивица. Повремено се могу гнездити и у шупљинама дрвећа или у веома густо уплетеним пењалицама или орхидејама. Женка полаже два бела јаја, која су углавном величине 62,6 mm × 51.4 mm, а тешка 93-101.6 грама. Женка сноси јаја у интервалу од седам дана и лежи на њима 33 до 39 дана. Она остаје на јајима током читавог процеса инкубације, док мужјаци за то време лове и доносе храну за обоје.
Након излегања, млади теже свега 60 до 70 грама и готово одмах имају уочљиве розе капке. Прво јаје које женка положе је оно које се прво излеже, тако да, ако хране нема у изобиљу, друго младунче често умире од глади. Ако пак хране има довољно, оба младунца ће моћи да се хране и да преживе. Женка чува младунце 20 дана без престанка. Животиње које сметају и које се превише приближе гнезду бивају нападнуте. Младунци су спремни да изађу из гнезда 63 дана након излегања, али су спремни да лете тек две недеље након тога. Млади су скривени и прилично неактивни око три месеца, а почињу да лове тек након пет месеци. Неки младунци могу да остану са својим родитељима чак две године. Полну зрелост достижу са три до четири године живота. Постоји мало података о животном веку ове врсте, иако су неке врсте у заточеништву живеле и до 15 година.

## Статус
Америчка буљина је врста која се ретко виђа, због тога што је широко распрострањена, али у малим густинама због лова и размножавања. Понекад је и ретка на неким локалним територијама због прогона или ефеката пестицида. Ипак, широко је распрострањена и тренутно се не сматра угроженом врстом.